# جی استیسی
جی استیسی (انگلیسی: Jay Stacy؛ زادهٔ ۹ اوت ۱۹۶۸) بازیکن هاکی روی چمن اهل استرالیا است.